# Kniha tovačovská

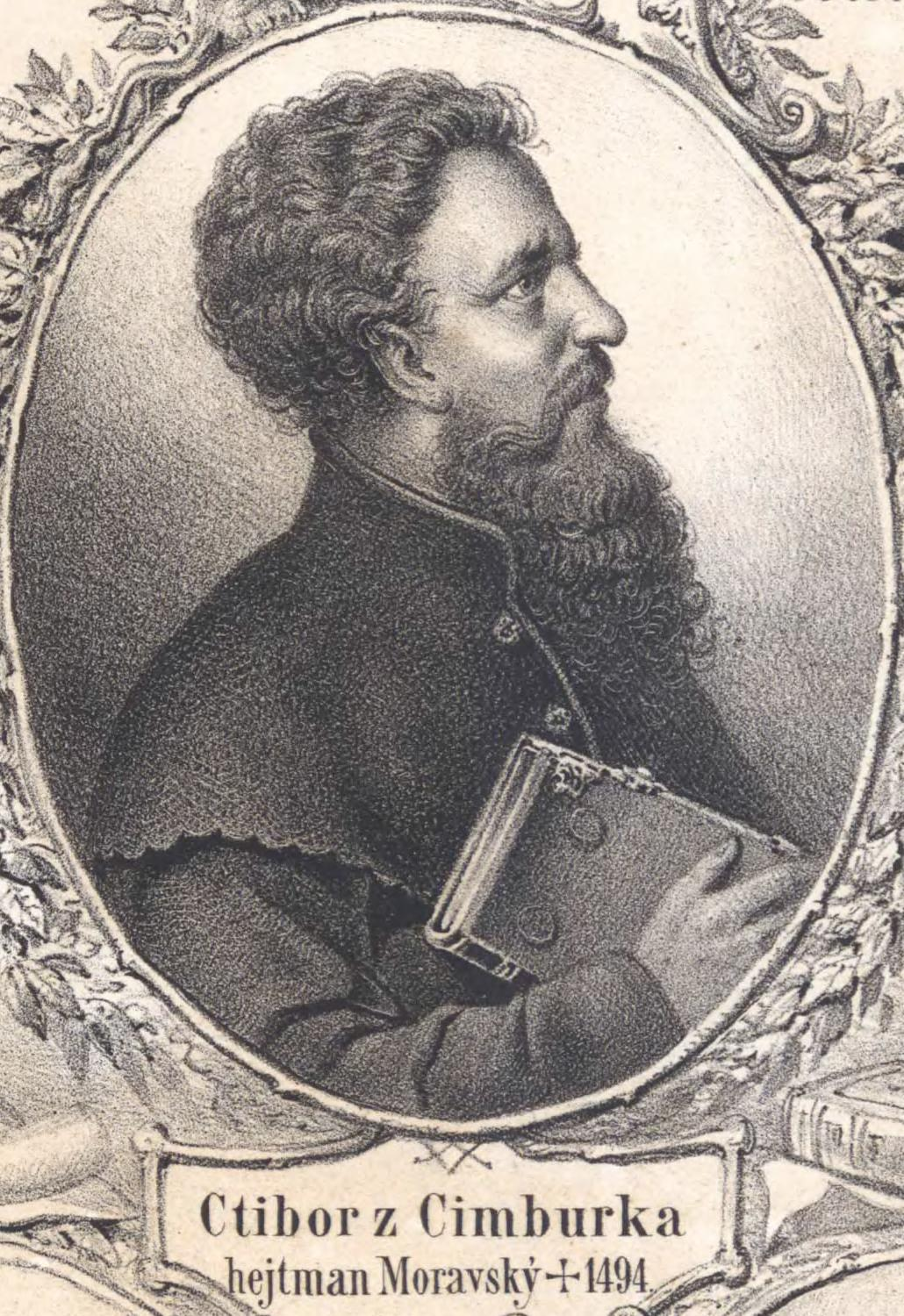
Autor rukopisu Ctibor Tovačovský na litografii Josefa Přecechtěla (asi 1861)

Kniha tovačovská je běžně užívané označení jednoho z významných pramenů moravského zemského práva v 15. a 16. století. Původní rukopis sepsaný česky Ctiborem Tovačovským z Cimburka měl název Paměť obyčejů, řádů, zvyklostí starodávných a řízení práva zemského v markrabství moravském. Tvořily jej dvě části, které vznikly v roce 1482 (první díl) a v letech 1486–1490 (druhý díl).
Původní dílo nikdy nebylo vytištěno, šířilo se pouze v mnoha vzájemně často textově odlišných opisech. Až ve druhé polovině 19. století vyšla tiskem dvě vydání, obě v Brně: první v roce 1858 vydal Karel Josef Demuth, druhé v roce 1868 Vincenc Brandl.
Mezi lety 1523–1527 byla Kniha tovačovská přepracována Ctiborem Drnovským z Drnovic a vznikla tak tzv. Kniha Drnovská.

## Popis obsahu
Dílo je kodifikací tradičních právních zvyklostí moravského zvykového práva a bylo určeno k posílení postavení moravské šlechty. Fakticky kniha nabyla váhy zákona; i po vydání Zemského zřízení Markrabství moravského  v roce 1516 a Knihy Drnovské tvořila až do porážky českého stavovského povstání v roce 1620 jeden ze základů platného zemského práva.
První část knihy je věnována předpisům ústavní povahy (zvláště vztahu Moravy k českému státu), druhá část obsahuje předpisy o právu procesním, majetkovém, trestním a pozemkově vrchnostenském.